# Lilla Edet västra
Lilla Edet västra – miejscowość (tätort) w Szwecji, w regionie administracyjnym (län) Västra Götaland, w gminie Lilla Edet.
Według danych Szwedzkiego Urzędu Statystycznego liczba ludności wyniosła: 1446 (31 grudnia 2015), 1598 (31 grudnia 2018) i 1614 (31 grudnia 2019).